# Bjørnar Øverland
Bjørnar Vevatne Øverland, né le 19 août 1995, est un coureur cycliste norvégien.

## Biographie
En 2017, Bjørnar Øverland se classe troisième du championnat de Norvège sur route.

## Palmarès
- 2017
  - 3e du championnat de Norvège sur route

## Classements mondiaux
| Année                                 | 2017  |
| ------------------------------------- | ----- |
| Classement mondial                    | 1140e |
| UCI Europe Tour                       | 734e  |
|                                       |       |
| Légende : nc = non classéSource : UCI |       |